# NGC 5430
NGC 5430 este o emission-line galaxy⁠(d) situată în constelația Ursa Mare. A fost descoperită în 17 martie 1790 de către William Herschel. Se află la o distanță de 43,45 de megaparseci de Pământ.